# Asteropseidae
De Asteropseidae zijn een familie van zeesterren uit de orde van de Valvatida.

## Geslachten
- Asteropsis Müller & Troschel, 1840
- Dermasterias Perrier, 1875
- Petricia Gray, 1847
- Poraniella Verrill, 1914
- Valvaster Perrier, 1875

## Afbeeldingen

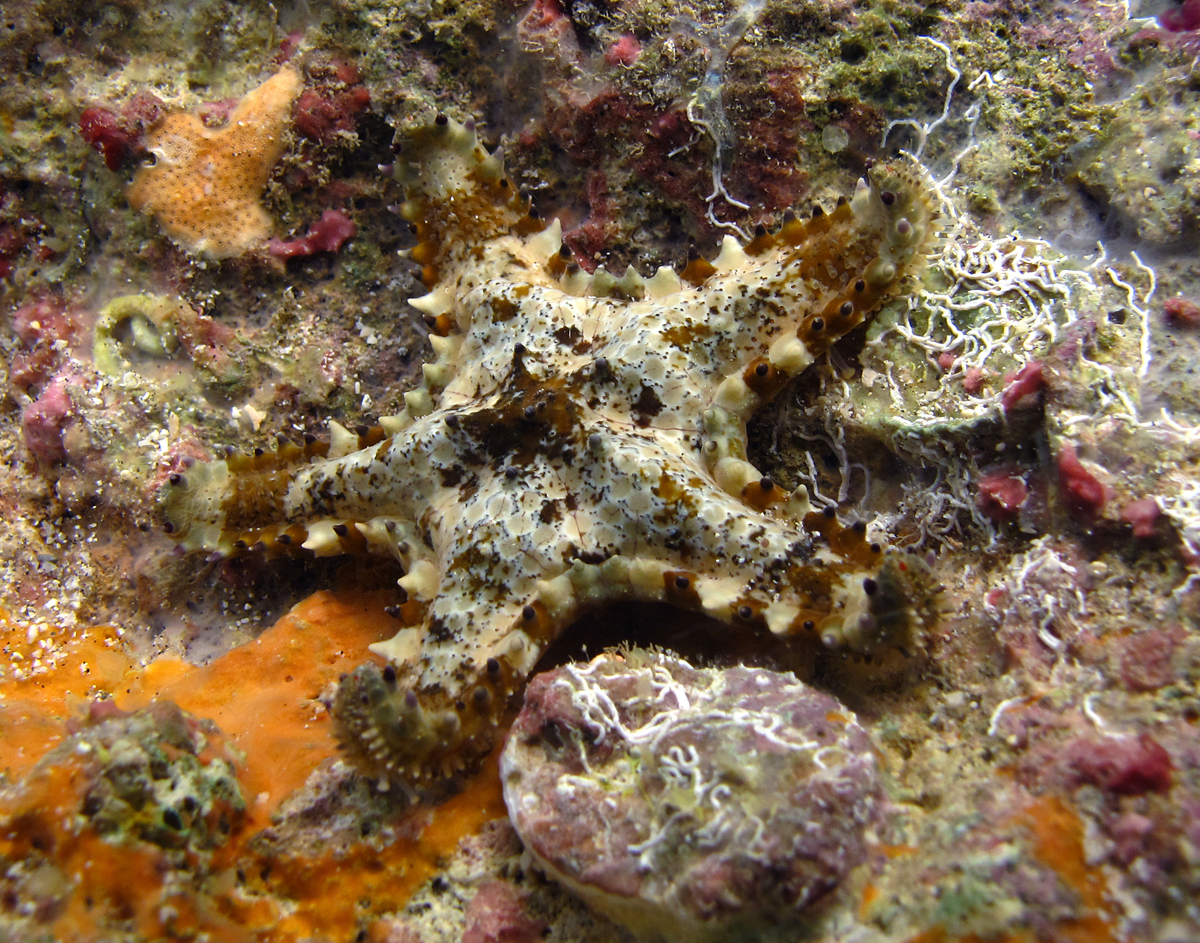
Asteropsis carinifera
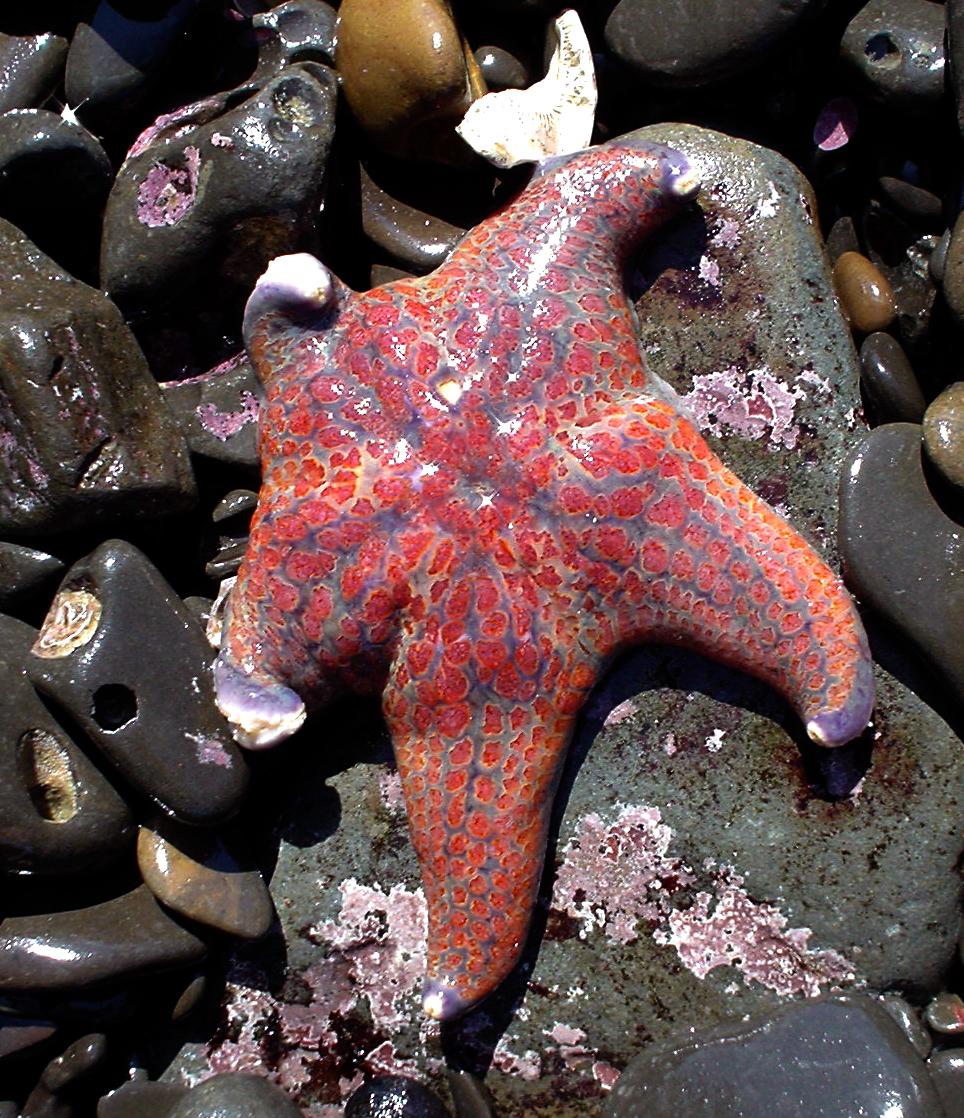
Dermasterias imbricata
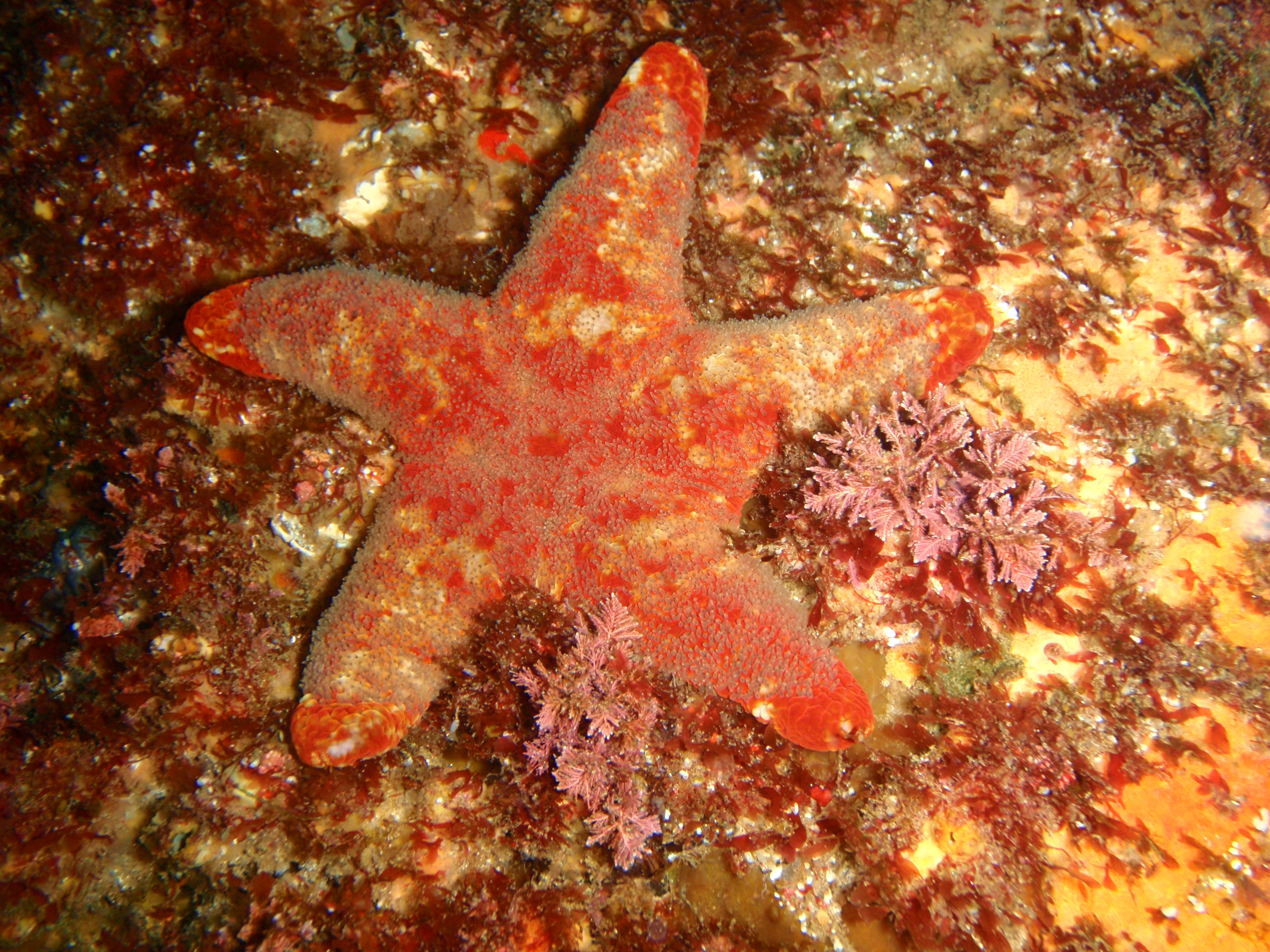
Petricia vernicina
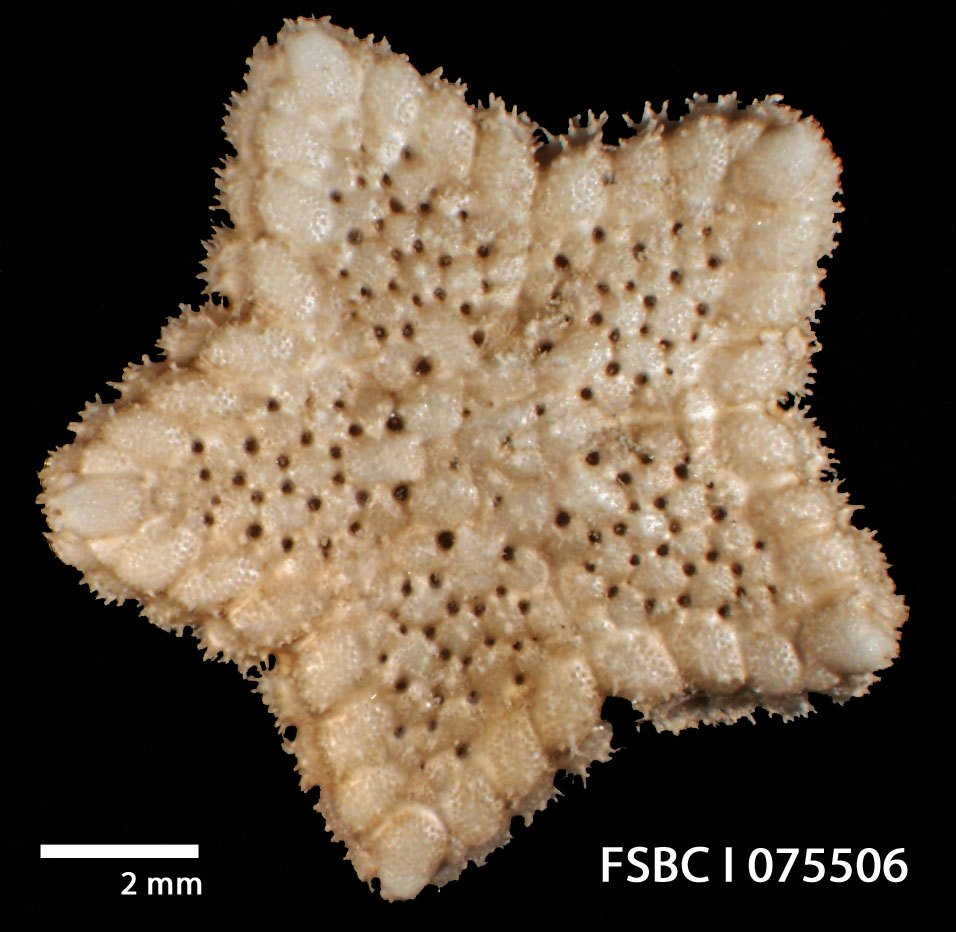
Poraniella echinulata